# 초라스미아
초라스미아(옛 페르시아어: Uvârazmiya/우바라즈미아)는 아케메네스 제국의 사트라피다. 초라스미아는 기원전 522년부터 아케메네스의 일부가 되었는데 파르티아 총독에 의해 다스려지는 것처럼 보였다. 다리우스 3세의 시대에는 그것은 독립 왕국이 되었다. 기원전 328년과 327년 사이의 겨울에 그 왕 파라스마네스는 알렉산더 대왕과 평화 조약을 체결하였다.